# انتقال آنالوگ
انتقال آنالوگ (به انگلیسی: Analog transmission) روشی برای انتقال اطلاعات با استفاده از یک سیگنال پیوسته است که در دامنه، فاز یا برخی ویژگی‌های دیگر متناسب با آن اطلاعات را تغییر می‌دهد. این می‌تواند انتقال یک سیگنال آنالوگ، با استفاده از روش مدولاسیون آنالوگ مانند مدولاسیون فرکانس (FM) یا مدولاسیون دامنه (AM)، یا بدون مدولاسیون باشد.
برخی از کتاب‌های درسی نیز انتقال داده‌های باندگذر را با استفاده از روش مدولاسیون دیجیتال مانند ASK, PSK و QAM، یعنی موج سینوسی مدوله‌شده توسط جریان-بیت دیجیتال، به عنوان انتقال آنالوگ و به عنوان سیگنال آنالوگ در نظر می‌گیرند. دیگران آن را به عنوان انتقال دیجیتال و به عنوان سیگنال دیجیتال تعریف می‌کنند. انتقال داده باندپایه با استفاده از کدهای خط، که منجر به یک قطار پالس می‌شود، همیشه به عنوان انتقال دیجیتال در نظر گرفته می‌شود، اگرچه سیگنال منبع ممکن است یک سیگنال آنالوگ دیجیتالی‌شده باشد.

## روش‌ها
انتقال آنالوگ را می‌توان به طرق مختلف انتقال داد:
- فیبر نوری
- زوج به‌هم‌تابیده یا کابل کواکسیال
- رادیو
- مخابرات صوتی زیر آب

دو نوع اصلی انتقال آنالوگ وجود دارد که هر دو بر اساس نحوه مدوله داده‌ها برای ترکیب سیگنال ورودی با سیگنال حامل هستند. معمولاً این سیگنال حامل فرکانس خاصی دارد و داده‌ها از طریق تغییرات آن منتقل می‌شوند. این دو فنّ عبارتند از مدولاسیون دامنه (AM) که دامنه سیگنال حامل را تغییر می‌دهد و مدولاسیون فرکانس (FM) که فرکانس حامل را مدوله می‌کند.

## انواع
اکثر انتقال‌های آنالوگ در یکی از چندین دسته قرار می‌گیرند. ارتباط تلفنی و صوتی در ابتدا ماهیت آنالوگ داشت، همان‌طور که اغلب مخابره‌های تلویزیونی و رادیویی این گونه بود. دستگاه‌های مخابراتی اولیه از دستگاه‌های تبدیل آنالوگ به دیجیتال به نام مدولاتور/دمدولاتور یا مودم برای تبدیل سیگنال‌های آنالوگ به سیگنال‌های دیجیتال و برگشت استفاده می‌کردند.

## مزایا و معایب
روش انتقال آنالوگ هنوز بسیار محبوب است، به ویژه برای مسافت‌های کوتاه‌تر، به دلیل هزینه‌های قابل توجه پایین‌تر با تجهیزات پیچیده مالتی‌پلکس و زمان‌بندی که غیر ضروری هستند، و در سامانه‌های کوچک «کوتاه-بُرد» که به سادگی به انتقال دیجیتال مالتی‌پلکس‌شده نیاز ندارند.
با این حال، در موقعیت‌هایی که سیگنال اغلب نسبت سیگنال به نویز بالایی دارد و نمی‌تواند خطسانی منبع را به دست آورد، یا در سامانه‌هایی با خروجی بالا و فاصله طولانی، آنالوگ به دلیل مشکلات تضعیف جذابیتی ندارد. علاوه بر این، با ادامه اصلاح تکنیک‌های دیجیتال، سامانه‌های آنالوگ به‌طور فزاینده‌ای به تجهیزات قدیمی تبدیل می‌شوند.
اخیراً، برخی از کشورها، مانند هلند، به منظور صرفه جویی در هزینه دولت، انتقال آنالوگ (خاموشی آنالوگ) را در رسانه‌های خاصی مانند تلویزیون، به‌طور کامل متوقف کرده‌اند.